# Minerva McGonagall
La professora Minerva McGonagall és un personatge de ficció de la saga Harry Potter creat per l'escriptora britànica J. K. Rowling. En la història, és bruixa i animàgica i exerceix com a subdirectora, cap de la casa Gryffindor, professora de transformacions i finalment directora de l'Escola de Bruixeria Hogwarts, en la qual ensenya des de 1956. La seva primera aparició és a Harry Potter i la pedra filosofal, la primera novel·la de la saga.

## Biografia

### Infantesa i família
Minerva McGonagall va néixer un 4 d'octubre de 1935, segons la saga de Harry Potter o de 1889 segons les pel·lícules Bèsties Fantàstiques i els Crims de Grindelwald. Va néixer als afores del comtat de Caithness, a les Terres Altes d'Escòcia. Va ser la primera dona de tres germans, fills de Robert McGonagall, un sacerdot muggle, i d'Isobel Ross, una bruixa.
La relació entre els pares no va ser fàcil ni ben acceptada per la família d'Isobel, és per això que la van mantenir en secret durant molt de temps. La parella es va escapar als afores de Caithness, provocant la ira de totes dues famílies. Isobel enyorava la seva antiga vida màgica, que havia deixat enrere quan va conèixer a Robert. Va decidir anomenar a la seva futura filla Minerva, en honor de la seva àvia, una bruixa especialment talentosa. El naixement de la primogènita va suposar una alegria i una crisi, Isobel havia deixat de fer ús de la màgia quan va conèixer a Robert i no li havia parlat de les seves habilitats màgiques per por a malmetre el matrimoni. Minerva McGonagall, com a filla d'una bruixa, va mostrar petits signes de les seves habilitats màgiques des del primer moment. En aquell moment Isobel va veure que havia d'explicar a Robert la veritat sobre les seves habilitats, i així ho va fer. Des d'aquell moment, segons l'Estatut Internacional del Secret, havien d'ocultar la veritat sobre les seves virtuts màgiques.
La parella McGonagall va continuar unida, malgrat la recent revelació. Van tenir dos fills, Robert Jr i Malcolm, tots dos van mostrar les seves aptituds màgiques ràpidament.
Al onzè aniversari de Minerva, el 4 d'octubre de 1946 (segons la saga de pel·lícules) va rebre la seva carta d'admissió a l'escola Hogwarts de Màgia i Bruixeria, on en aquell moment Armando Dippet n'era el director.
Però abans d'assistir al curs, va anar a comprar el material necessari per als seus estudis a la Ronda d'Allà, el carreró màgic on comprar tot el material escolar màgic. Minerva McGonagall, entre altres coses, es va comprar la seva vareta a Ollivanders, com tots els mags. La seva vareta era feta de fusta d'avet, amb el nucli de fibra de cor de drac i amb una llargada total de 24 cm.

### Joventut a Hogwarts
Minerva McGonagall va assistir a l'escola Hogwarts des de l'any 1947 a l'edat d'onze anys fins al 1954 a l'edat de 18 anys.
El primer dia, quan va haver de ser seleccionada per formar part d'una residència es va produir un “hatstall”, fenomen que es produeix quan la tria del barret que tria es prolonga a més de cinc minuts. El barret va estar dubtant entre les cases de Gryffindor i Ravenclaw. Finalment va ser escollida per a formar part de la residència de Gryffindor.
McGonagall va començar a destacar al cap de poc temps de ser estudiant a Hogwarts, i també va ser reconeguda com a l'alumna més excel·lent de la seva promoció, especialment en l'àmbit de les transformacions.
Durant els seus anys d'estudiant també va formar part de l'equip de quidditch de Gryffindor, el qual tenia una gran rivalitat amb l'equip de la casa Slytherin.
Cap al final dels seus estudis, al setè i últim curs de l'escola, l'estudiant va assolir un impressionant rècord en l'àmbit acadèmic, obtenint la màxima qualificació als GNOM (Graduat de Nivell Ordinari en Màgia) i els MAG (Màgia d'Alta Graduació). A més a més va ser monitora i reconeguda com a premi anual del curs.
Havent rebut les classes de transformacions per part d'Albus Dumbledore, es va convertir, amb l'ajuda d'aquest,en una animàgica que posteriorment va ser inscrita en el Registre d'Animàgics a la Conselleria d'Afers Màgics.

### Ocupació
Poc després de graduar-se, van oferir-li feina a la Conselleria d'Afers Màgics britànica, concretament al departament de Seguretat Màgica. McGonagall va acceptar l'oferta i va decidir passar l'estiu a Escòcia amb la seva família abans de traslladar-se a Londres. Durant l'estada a Escòcia va conèixer i es va enamorar d'un jove muggle que vivia a prop de casa seva. Compartiren molts moments i experiències fins que ell, Dougal McGregor, li va demanar matrimoni a McGonagall. Minerva va dir que si impulsivament, però quan es va parar a pensar en el seu futur, recordant la vida de la seva mare; va veure que hauria de renunciar a la màgia i finalment va canviar la seva resposta i va abandonar a McGregor.
Com que els sentiments cap a la nova feina estaven influenciats per la separació per la qual acabava de passar, no va gaudir gens de l'estança a Londres i a la Conselleria. L'ambient a la Conselleria era sempre insultant cap als muggles, McGonagall recordava la relació amb el seu pare i amb el jove escocès, del qual seguia enamorada i li semblava terrible. Finalment va decidir enviar un mussol a Hogwarts, sol·licitant un lloc com a professora. Al cap de poques hores el mussol tornava amb bones notícies, hi havia una vacant com a professora de transformacions i el seu cap de departament seria Albus Dumbledore. Per fi, l'any 1956 va tornar a Hogwarts, aquesta vegada com a professora. A mesura que el temps va anar passant va anar adquirint noves responsabilitats com ser cap de la casa Gryffindor i el de subdirectora de l'escola de bruixeria.
Treballant a Hogwarts mantenía una molt bona relació amb el seu antic cap, Elphinstone Urquart. en una trobada Urquart li va demanar matrimoni a McGonagall, que no va acceptar ja que seguia enamorada de McGregor. De totes maneres, Urquart mai va deixar d'estimar-la i tampoc va deixar de demanar-li matrimoni, fins que l'any 1982, després de la mort de McGregor; ella va acceptar. En casar-se, la parella va comprar una vivenda molt a prop de Hogwarts, per a què McGonagall pogués anar i tornar amb facilitat de l'escola.
La relació va perdurar fins a l'any 1985 a causa de l'accidental mort d'Urquart per culpa de la mossegada d'una Tentàcula Verinosa. Després del funeral, McGonagall va tornar a viure a la residència de Hogwarts.

## Aparences i el seu paper en els llibres
La primera aparició de Minerva McGonagall és al primer capítol de la saga: Harry Potter i la Pedra Filosofal i l'última a l'últim capítol de Harry Potter i les Relíquies de la Mort II. Apareix en tots els llibres de la saga, excepte en el penúltim amb el títol Harry Potter i les Relíquies de la Mort I. També apareix en videojocs temàtics creats posteriorment.
Nota de l'editor: el següent apartat i els seus respectius subapartats poden contenir espòilers.

### Harry Potter i la pedra filosofal
La primera vegada que veiem a Minerva McGonagall és en la seva característica forma de gat, perquè és una animàgica. Es troba davant de casa dels oncles d'en Harry, amb Dumbledore. En Hagrid ha portat a en Harry des del Cau d'en Goldric i procediran a entregar al nadó als seus oncles, ja que els seus pares han mort. Minerva intenta argumentar, sense èxit, que la idea de Dumbledore no és correcta, no li agrada gens que en Harry hagi de viure amb el pitjor tipus de muggles diu, però no aconsegueix convèncer l'Albus.
L'any 1991, el mateix any que Potter va començar a Hogwarts; un amic d'Albus Dumbledore, Nicolas Flamel, va moure la Pedra Filosofal (pedra que li prolongava la vida) de Gringotts i la va portar a Hogwarts perquè fos ben custodiada. Minerva McGonagall va contribuir a la protecció d'aquest objecte màgic, creant uns enormes escacs màgics que requerien un cert nombre de jugadors per ocupar el lloc d'algunes peces, que faltaven.
10 anys més tard, Harry Potter comença el primer curs a Hogwarts. Just a l'entrada coneix a McGonagall, que és qui els guiarà al menjador on es farà la cerimònia del Barret que Tria. Tan Ron Weasley i Hermione Granger com Harry Potter van a parar a Gryffindor, i per tant, sota l'atenta mirada de McGonagall.
Encara que Minerva era una professora estricta, va ser flexible en algunes situacions amb els joves alumnes, especialment amb Harry Potter. En la primera lliçó de vol amb escombra, en Harry va trencar les normes, volant sense el permís de la professora. Minerva que ho va veure, va anar directament a comentar les habilitats d'en Harry amb Oliver Wood, en aquell moment capità de quidditch de l'equip de Gryffindor. Harry Potter va entrar a l'equip, una qüestió molt notable en un alumne de primer any a l'escola; convertint-se en el buscador més jove de la dècada.
McGonagall, en veure les capacitats del jove, se les va empescar per a que en Harry tingués l'escombra més ràpida del moment: la Ninbus 2000.
Cap a finals d'any, les proves de protecció que els professors van posar per a la Pedra Filosofal van ser posades a prova per Quirinus Quirrell, el professor de Defensa Contra les Forces del Mal que volia robar la pedra per a entregar-la a Lord Voldemort; i per Harry Potter, Hermione Granger i Ron Weasley que van aconseguir superar-les i evitar que Quirrell la robés. Per aquest motiu, aquell any Gryffindor va ser la guanyadora de la Copa de la Casa, per sobre de Slytherin.

### Harry Potter i la cambra secreta
Als inicis del segon curs dels tres protagonistes, l'any 1992, Minerva McGonagall va haver de tractar amb en Harry i en Ron, que el primer dia de classe es van estavellar amb el cotxe volador de la família Weasley contra el pi cabaralla, situat a les portes de Hogwarts. El professor Snape, que els va veure, els va enviar directament al despatx de Dumbledore on també hi era la professora McGonagall. Volia determinar un càstig per les recents accions. L'encarregada de determinar-lo va ser McGonagall, qui tot i tenir molt clar que podria haver exposat el món màgic als muggles, va decidir només donar-los feina ajudant a alguns professors i enviar una carta a les seves famílies.
Més tard, també va haver de lidiar amb els problemes que van anar sorgint a causa de la reobertura de la cambra secreta. Harry va descobrir la primera conseqüència: la petrificació de la gata del senyor Filch. Des del primer moment va semblar el culpable, tant pel professor Snape com pel senyor Filch, que ja tenien pensat el seu càstig. Va ser la professora McGonagall qui va creure en la seva innocència i es va negar totalment a la idea.
La situació a Hogwarts no va millorar, a mesura que el temps passava apareixien més alumnes petrificats. El Consell Escolar, sota la influència de Lucius Malfoy va suspendre a Dumbledore, dient que no era capaç de controlar la situació del centre. Així doncs McGonagall va exercir de directora durant un temps. A més a més es va veure obligada a activar protocols de seguretat, que no permetien als alumnes sortir de les seves cases més que per anar a classe o fins i tot suspendre algun partit de quidditch.
Més alumnes, entre ells Hermione Granger, van ser petrificats i això va fer perdre la seva característica rigidesa a McGonagall. Tant era així, que en una ocasió quan va trobar a en Ron i en Harry deambulant pels passadissos de nit, i ells van dir-li que anaven a visitar a l'Hermione a la infermeria, els va deixar continuar. En qualsevol altra ocasió els hauria aplicat un càstig sever. Quan Ginny Weasley, germana de Ron Weasley, més tard va ser capturada pel monstre de la cambra secreta i tothom va veure la inscripció que acompanyava l'anterior informació: el seu esquelet restarà per sempre a la cambra secreta, McGonagall va témer que aquell fos el final de Hogwarts. En Harry i en Ron van ser els responsables de la resolució el misteri de la cambra secreta, que va permetre que Dumbledore i McGonagall tornessin als seus càrrecs habituals.

### Harry Potter i el pres d'Azkaban
L'estiu abans que el tercer curs comencés, Sirius Black, padrí de Harry, es va fugar de la presó d'Azkaban i des de l'escola, McGonagall es va haver de fer càrrec de les conseqüències causades pels dementors que buscaven a Black sobre els seus alumnes, com en el cas d'en Harry.
Després de la desagradable trobada amb un dementor al Hogwarts Express que va atacar a en Harry, McGonagall va parlar amb ell i l'Hermione, per a comprendre el que havia passat. McGonagall també va avisar a la senyoreta Pomfrey, la infermera, que es va complaure en sentir que el nou professor de Defensa Contra les Forces del Mal (Remus Llopin) sabia com lidiar amb les conseqüències de l'atac d'un dementor. McGonagall va demanar a en Harry que marxés i descansés, per a parlar en privat amb l'Hermione. Més tard en Harry descobriria de què es tractava aquella conversa.
A la primera classe de transformacions, McGonagall es va estranyar pel comportament dels seus alumnes i va preguntar. La classe anterior havia estat la d'endevinacions, on la professora havia predit que en Harry moriria en el pròxim any. McGonagall, preocupada, va enganyar als seus alumnes dient que la professora Trelawney feia aquesta predicció tots els anys i que no s'havien de preocupar.
Al Nadal en Harry va rebre una Sageta de Foc, el nou i últim model d'escombra voladora. Hermione de seguida va avisar a McGonagall, que la va requisar pensant-se que es tractava d'un regal de Sirius Black. Aquesta acció va suposar una discussió entre en Harry i l'Hermione, que va acabar ràpidament, ja que McGonagall va retornar l'escombra a en Harry de seguida.
Al llarg de l'any Minerva McGonagall va col·laborar amb la protecció de Hogwarts, però tot i això, Sirius Black va ser capaç de penetrar a la fortalesa. Va poder entrar per la falta de Neville Longbottom, qui va escriure la contrasenya per entrar a la casa en un full, i el gat d'Hermione va entregar-li-ho a Black. McGonagall va advertir a en Harry que Black el buscava a ell, però Potter ja ho sabia.
Finalment en Harry va descobrir el secret d'Hermione i McGonagall. La qüestió era l'autorització a Hermione de poder utilitzar un rellotge reculatemps, per poder assistir a totes les classes a les quals s'havia matriculat.

### Harry Potter i el calze de foc
A la tardor de l'any 1994 a la famosa escola britànica de màgia es va celebrar el Torneig dels Tres Bruixots. Hogwarts va acollir als estudiants de l'Acadèmia de Màgia Beauxbatons i de l'Institut Durmstrang, que també participaren al torneig. El torneig estava prohibit als alumnes menors d'edat, però tot i això Harry Potter juntament amb Cedric Diggory van sortir escollits per a participar en el torneig en representació de Hogwarts. Ningú sabia com era possible que en Harry sortís escollit i McGonagall estava preocupada per la seva seguretat, després d'haver-lo cuidat durant tant de temps. Ella i el director van demanar que traguessin a Potter del torneig, però estava en contra de les normes així que va haver de tirar endavant amb la participació, tot i ser perillós.
En més d'una ocasió McGonagall va haver de demanar i fins i tot ensenyar als seus estudiants bona conducta i aparença a causa dels hostes al castell. Els va fer classes per practicar abans del Ball de Nadal, que va ballar juntament amb Dumbledore. També va deixar el saló de classes de Hogwarts a disposició d'en Ron, en Harry i l'Hermione per tal que en Harry pogués practicar i entrenar-se per estar preparat per les proves del torneig.
El nou professor de Defensa contra les Forces del Mal, Alastor Moody no va ser qui deia, realment era Barty Crouch Jr, un temible cavaller de la mort. McGonagall es va encarregar de custodiar-lo. Van interrogar-lo i van aconseguir informació sobre la situació de Lord Voldemort, que havia tornat a la càrrega. Aquest acte va fer veure a Hogwarts que la Segona Guerra Màgica havia començat.
Una vegada la Segona Guerra Màgica havia començat, McGonagall es va incorporar a l'Ordre del Fènix per a combatre el mal.
Dumbledore no va poder trobar un nou professor per a l'assignatura de Defensa Contra les Forces del Mal, i la Conselleria d'Afers Màgics va nomenar a Dolores Umbridge, una funcionària de la Conselleria que representava les idees d'aquest sobre com s'havia d'educar als joves. Des d'aquell moment, McGonagall s'ho va prendre com una ofensa cap a Hogwarts.

### Harry Potter i l'orde del Fènix
Hogwarts estava en observació per la Conselleria, acusats de no tenir suficient protecció per als alumnes. Per altra banda, l'arribada de Dolores Umbridge a Hogwarts va suposar un canvi entorn de l'autoritat el centre. McGonagall feia tot el que podia per suavitzar i dispersar l'autoritat d'Umbridge, intentant no jugar-se el seu càrrec com a subdirectora. A mesura que el temps passava, creien menys capaç a l'equip directiu de Hogwarts de mantenir els seus estudiants protegits, així doncs Dolores Umbridge va passar a ser Gran Inquisidora ràpidament. McGonagall no suportava ser controlada per Umbridge, que assistia a totes les seves classes per avaluar-la. Malauradament, encara que McGonagall demostrés una vegada rere altra la seva frustració als nous canvis la cosa va empitjorar: Dumbledore va ser expulsat de l'escola i Umbridge va ser nomenada directora, per sobre de McGonagall i a la següent classe vigilada per Umbridge, va perdre el control.
Mesos més tard com la cosa no millorava, l'equip de la Conselleria juntament amb Umbridge van intentar desallotjar a Hagrid dels terrenys de l'escola. McGonagall va voler ajudar al seu company, i amic, va treure la vareta i abans de poder pronunciar cap paraula va rebre quatre encanteris atordidors, motiu pel qual va haver d'ingressar a l'Hospital San Mungo, de cuidats especials per a ferits màgics.

### Harry Potter i el misteri del Príncep
McGonagall, ja recuperada dels danys causats al final de l'any anterior i havent tornat a Hogwarts va recuperar les seves responsabilitats a l'orde del Fènix i a Hogwarts com a subdirectora.
Passat el temps, McGonagall va participar en la batalla de la torre d'astronomia, causada per culpa de Draco Malfoy, que va deixar entrar a un grup de cavallers de la mort a Hogwarts. Tot i això, McGonagall va quedar atrapada sense poder pujar fins a dalt de tot de la torre, perquè no volia ser descoberta. La major part de la batalla va transcórrer sense la seva aportació, però finalment va intervenir. Després de la batalla, McGonagall va quedar destrossada, a causa de la mort de Dumbledore en mans de Snape. Dumbledore sempre havia sigut considerat un mentor, tutor i amic per McGonagall. Potter també estava destrossat i McGonagall intentava consolar-lo, però els seus esforços no van sorgir resultat.
El funeral de Dumbledore va ser celebrat dies més tard i va ser llavors quan McGonagall va fer-se càrrec de la direcció de Hogwarts, durant els últims dies del curs escolar.

### Harry Potter i les relíquies de la Mort
Poc temps després, Hogwarts va ser envaït per Voldemort, però de totes maneres McGonagall es va voler quedar, per a garantir el menor dany possible cap a Hogwarts i als estudiants. A més a més, l'orde del Fènix comptava amb ella per anar rebent informació de la situació.
El 2 de maig de 1998, McGonagall va poder veure amb els seus propis ulls l'arribada de Potter, Granger i Weasley a Hogwarts; un fet que l'omplí d'esperança.
McGonagall va decidir que era hora d'actuar. Ella, Filius Flitwick, Pomona Sprout i els altres caps de les cases de Hogwarts van desterrar a Snape de Hogwarts, prenen part del control. Els tres joves anaren a Hogwarts amb un propòsit que Dumbledore els havia deixat: trobar la diadema de Rowena Ravenclaw, i destruir-la, ja que era un horricreu que ajudaria a vèncer a Voldemort. La directora, respectuosa als desitjos de Dumbledore va prosseguir a activar la protecció de Hogwarts, animant les estàtues i armadures del castell. A més a més es va preocupar de desallotjar als alumnes més petits i a aquells més grans que no van voler participar en la propera batalla. En aquell moment la veu de Voldemort va irrompre a la sala, demanat a Harry Potter a canvi de no ferir a ningú. En el cas de no ser entregat, El Senyor de les Forces del Mal i el seu exèrcit atacarien Hogwarts i trobarien ells mateixos a Potter.
Poques hores després la batalla va començar, els cavallers de la mort van començar a irrompre en la fortalesa i no hi va haver més remei que lluitar. McGonagall ho va fer hàbilment i audaçment, posant-se entre els atacs dels cavallers de la mort cap als seus alumnes. La batalla va transcórrer amb els bons ànims de la directora, va ser llavors quan va veure el cos d'en Harry estès a terra que va deixar anar un crit terrible, en signe de la seva desesperació. Va ser forta i va prosseguir amb la batalla, on ella i dos professors més es van haver d'enfrontar directament amb Lord Voldemort. El duel va durar poc, però ningú va resultar greument ferit. Va ser llavors quan en Harry va despertar i el seu torn de batre's un duel amb Voldemort va arribar. Va ser un duel viscut amb molt temor per McGonagall, però un cop Voldemort va ser eliminat, va córrer ràpidament als braços d'en Harry.

## Caracterització del personatge
A totes les pel·lícules de la saga, Maggie Smith és qui ha interpretat a Minerva McGonagall. Maggie Smith, és una actriu de televisió, cinema i teatre britànica nascuda l'any 1934. L'any 2019 té 84 anys i continua exercint. Ha participat en més de 70 pel·lícules i obres de teatre. Durant la seva carrera, Smith ha estat premiada per les seves interpretacions, acumulant dos Oscars i tres Globus d'Or.

### Aparença física i personalitat
La primera vegada que McGonagall és descrita a la saga es defineix com una dona alta i estricta, d'uns setanta anys. Té el cabell negre i gairebé sempre el porta recollit en un monyo alt. Va vestida amb una túnica verd maragda porta un barret negre punxegut, que li tapa els cabells. Per a llegir, fa servir unes ulleres quadrades, que tenen la mateixa forma que els ulls del seu animàgic i Patronus: un gat de plata tigrat.
McGonagall és una persona estricta i benèvola que és respectada, i en alguns casos temuda, pels seus alumnes. No tolera els comportaments estúpids, les bromes o les entremaliadures, i és molt freda i distant amb aquells que ho fan. És una persona lleial i fidel en especial a la seva casa, però en la resta d'àmbits és força imparcial.
La professora no té por de dir el que realment pensa, sobretot en les discussions. Habitualment no mostra les seves emocions, és una persona més aviat freda, però confia molt en Dumbledore, Hagrid, Sprout, Flitwick, Pomfrey i també en Harry Potter. En moments difícils emocionalment pot ser afectuosa i càlida, però no és una faceta que mostri habitualment.
A McGonagall li agradava la costura, llegir el diari “Transformacions avui” i els partits de quidditch.